# José Eduardo Alvarez Ramírez
José Eduardo Alvarez Ramírez CM (ur. 27 marca 1922 w Berlín, zm. 10 października 2000) – salwadorski duchowny katolicki, biskup pomocniczy San Salvador 1965-1968, biskup polowy Salwadoru 1968–1987 i biskup diecezjalny San Miguel 1969-1997.

## Życiorys
Święcenia kapłańskie otrzymał 4 listopada 1945.
7 października 1965 papież Paweł VI mianował go biskupem pomocniczym San Salvador, ze stolicą tytularną Tabunia. 25 stycznia 1966 z rąk arcybiskupa Bruna Torpiglianiego przyjął sakrę biskupią. 4 listopada 1968 mianowany biskupem polowym Salwadoru, którym pozostawał do swojej rezygnacji 7 marca 1987. 9 grudnia 1969 papież Paweł VI wyznaczył go na biskupa diecezjalnego San Miguel. 10 kwietnia 1997 ze względu na wiek złożył rezygnację z zajmowanej funkcji.
Zmarł 10 października 2000.